# خلیفه‌لو (میانه)
خلیفه‌لو یکی از روستاهای استان آذربایجان شرقی است که در دهستان تیرچایی بخش کندوان شهرستان میانه واقع شده‌است.